# ورتسلی (دهانه)
ورتسلی یک دهانه برخوردی در ماه‌ است.

## دهانه‌های اقماری
این دهانه ۲ دهانه اقماری دارد.
| Wrottesley | عرض جغرافیایی | طول جغرافیایی | قطر          |
| ---------- | ------------- | ------------- | ------------ |
| A          | ۲۳.۵° S       | ۵۴.۹° E       | ۱۰.۰ کیلومتر |
| B          | ۲۴.۸° S       | ۵۶.۷° E       | ۱۰.۰ کیلومتر |